# David Wayne Hull
David Wayne Hull ist Führer der White Knights of the Ku Klux Klan.
Hull wurde im März 2003 wegen Verstößen gegen das Waffengesetz verhaftet. Er soll andere im Umgang mit Waffen und Sprengstoff unterrichtet haben.  Hull bedrohte Angehörige von Minderheiten und Abtreibungskliniken. Er wurde in Pennsylvania am 25. Februar 2005 zu zwölf Jahren Haft verurteilt.
Hulls Vorstrafenregister reicht bis 1994 zurück.
Er wurde in Pittsburgh von der Antiterroreinheit Joint Terrorism Task Force festgenommen. Laut Southern Poverty Law Center habe Hull in einem Newsletter dazu aufgefordert, Timothy McVeigh Abschiedsbriefe zu schreiben. Diesen habe er als großen Mann bezeichnet – McVeigh hatte bei einem Bombenanschlag 168 Menschen ermordet.
Die Anti-Defamation League behauptete, Hull hätte im Juli 2002 am Weltkongress der Organisation „Aryan Nations“ teilgenommen und dass er Mitglied der Christian Identity sei.
Diese Organisation würde Menschen, die zur nichtweißen Minderheit gehören würden, als seelenlose „Schlammmenschen“ bezeichnen. 2003 soll Hull laut Angaben des FBI geäußert haben, er wolle Abtreibungskliniken in die Luft sprengen. Er wurde daraufhin vorübergehend festgenommen.